# Ev'rybody Know Me
Albums de YoungBloodZ
Drankin' Patnaz
(1999) Still Grippin' tha Grain: The Best Of
(2006)
Ev'rybody Know Me est le troisième album studio des YoungBloodZ, sorti le 13 décembre 2005.
L'album s'est classé 7e au Top R&B/Hip-Hop Albums et 44e au Billboard 200.

## Liste des titres
| No  | Titre                                            | Contient un (des) sample(s) de              | Durée |
| --- | ------------------------------------------------ | ------------------------------------------- | ----- |
| 1.  | Intro                                            |                                             | 1:01  |
| 2.  | Chop Chop                                        |                                             | 4:41  |
| 3.  | Presidential                                     |                                             | 4:01  |
| 4.  | Datz Me (featuring Young Buck)                   |                                             | 4:00  |
| 5.  | Xcuse Me Shawty (featuring Lil Scrappy)          | Head Bussa de Lil Scrappy featuring Lil Jon | 4:32  |
| 6.  | Ev'rybody Know Me                                | Mind Playing Tricks on Me des Geto Boys     | 4:11  |
| 7.  | What tha Biz (If I) (featuring Mannie Fresh)     |                                             | 3:54  |
| 8.  | Haterproof (featuring Proverb)                   |                                             | 4:14  |
| 9.  | V.I.P. (Interlude)                               |                                             | 0:47  |
| 10. | Spending Some Change (featuring Cutty)           |                                             | 4:03  |
| 11. | It's Good (featuring T-Boz)                      |                                             | 3:37  |
| 12. | Play Ur Position (featuring Jazze Pha et Mr. Mo) |                                             | 4:53  |
| 13. | Sum'n Like a Pimp (featuring Ben Hated)          |                                             | 4:15  |
| 14. | Diamond Rings (featuring Daz Dillinger)          |                                             | 3:26  |
| 15. | Grown Man (featuring Shawty Putt)                |                                             | 4:09  |
| 16. | Presidential (Tha Remix) (featuring Akon)        |                                             | 3:40  |

| 17. | Damn! (featuring Lil Jon)                         | 5:00 |
| 18. | Lean Low (featuring MeMpHiTz, Rhonda et Backbone) | 3:55 |